# Mạch (địa chất)

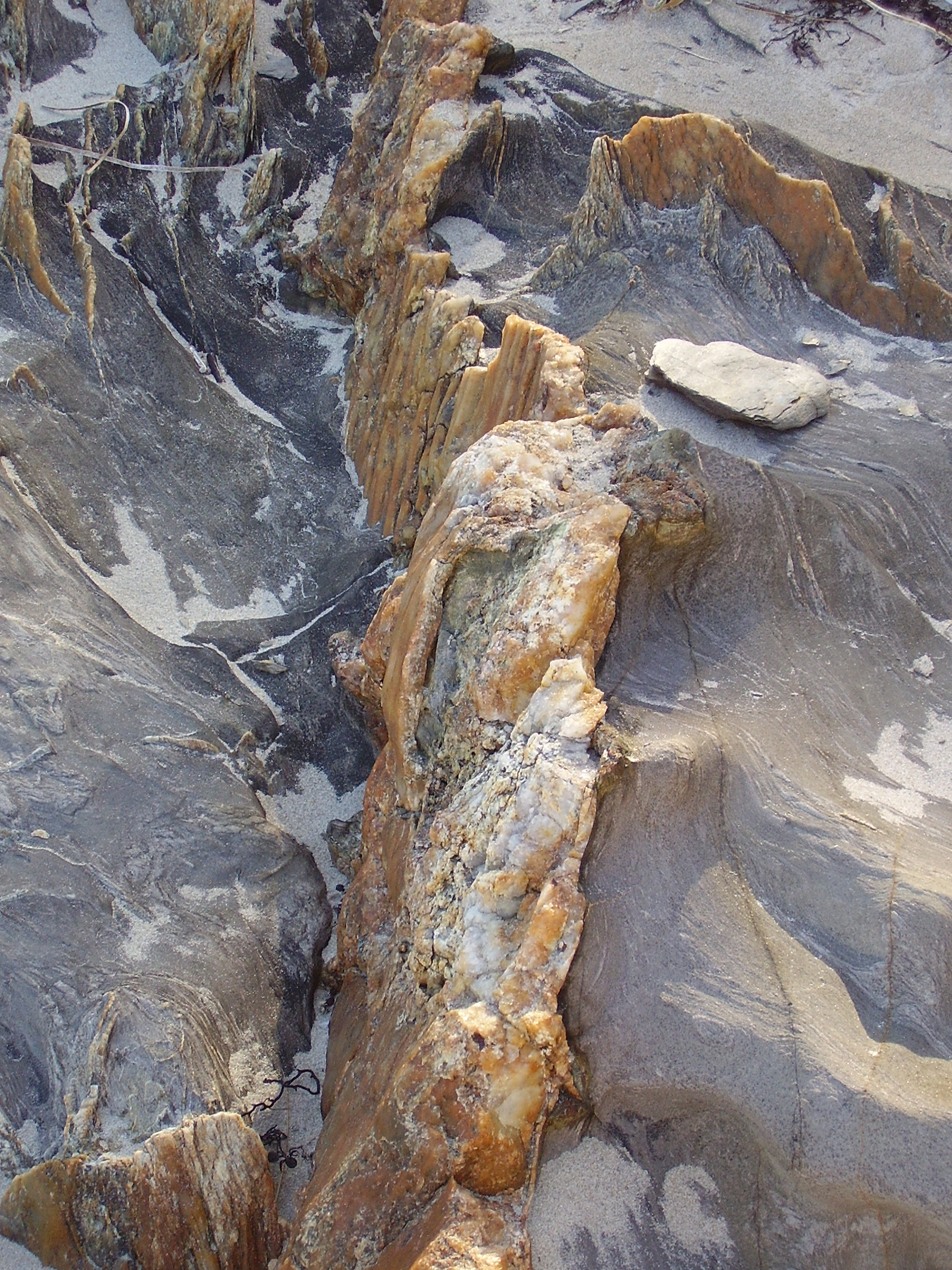
Mạch thạch anh, khác biệt với các đá bị phong hóa xung quanh

Trong địa chất học, mạch là một thể khoáng vật kết tinh dạng tấm được phân biệt rõ ràng với các đá xung quanh. Các mạch được thành tạo khi các hợp phần khoáng vật được mang lên bởi các dung lịch lỏng trong khối đá được tích tụ lại qua quá trình kết tủa. Dòng thủy lực liên quan thường do ảnh hưởng của dòng nhiệt dịch.
Các mạch từng được xem là kết quả của sự phát triển của tinh thể trên tường của mặt phẳng trong các đá, với các tinh thể mọc vuông góc với tường trong các hốc đá, và chúng nhô ra hướng về không gian mở. Đây hiển nhiên là một cách thức giải thích cho việc thành tạo một số mạch. Tuy nhiên, nó hiếm gặp trong địa chất học vì không gian mở cần thiết vẫn còn mở trong các thể tích lớn của đá, đặc biệt hàng km bên dưới mặt đất. Do đó, có hai cơ chế chính được xem xét trong việc giải thích sự hình thành các mạch là lấp đầy không gian rỗng và phát triển lấp kín các khe nứt.